# San Pedro (Poás)
San Pedro is een stadje (ciudad) en deelgemeente (distrito) in Costa Rica dat de hoofdplaats is van de gemeente  (cantón) Poás en is gelegen in de provincie Alajuela. Het beslaat een oppervlakte van ruim 14 vierkante kilometer en heeft een bevolkingsaantal van 7853 inwoners.